# Ла-Оротава
Ла-Оротава (ісп. La Orotava) — муніципалітет в Іспанії, у складі автономної спільноти Канарські острови, у провінції Санта-Крус-де-Тенерифе, на острові Тенерифе. Населення — 41 427 осіб (2010).
Муніципалітет розташований на відстані близько 1780 км на південний захід від Мадрида, 27 км на захід від Санта-Крус-де-Тенерифе.
На території муніципалітету розташовані такі населені пункти: (дані про населення за 2010 рік)
- Агуаманса: 1206 осіб
- Лас-Аренас: 744 особи
- Ель-Бебедеро: 911 осіб
- Беніхос: 1594 особи
- Часна: 975 осіб
- Лас-Кандіас: 554 особи
- Лас-Каньядас-дель-Тейде: 1 особа
- Дееса-Альта: 1358 осіб
- Дееса-Баха: 40 осіб
- Ель-Дурасно: 212 осіб
- Ла-Флорида: 1409 осіб
- Лос-Фронтонес: 848 осіб
- Лос-Гомес: 667 осіб
- Асьєнда-Пердіда: 1134 особи
- Ла-Лус: 1136 осіб
- Ла-Марсага: 283 особи
- Монтіхос: 290 осіб
- Ла-Оротава: 18157 осіб
- Ла-Пердома: 4839 осіб
- Піно-Альто: 298 осіб
- Пінолеріс: 647 осіб
- Лос-Речасос: 161 особа
- Ель-Рінкон: 235 осіб
- Сан-Антоніо: 1853 особи
- Сан-Херонімо: 1 особа
- Сан-Мігель: 485 осіб
- Ель-Саусе: 381 особа
- Лас-Куевас: 1008 осіб

## Демографія
Динаміка населення (INE ):

## Уродженці
- Дієго Родрігес Фернандес (*1960) — іспанський футболіст, півзахисник, згодом — футбольний тренер.

## Галерея зображень

Розташування муніципалітету Ла-Оротава на острові Тенерифе
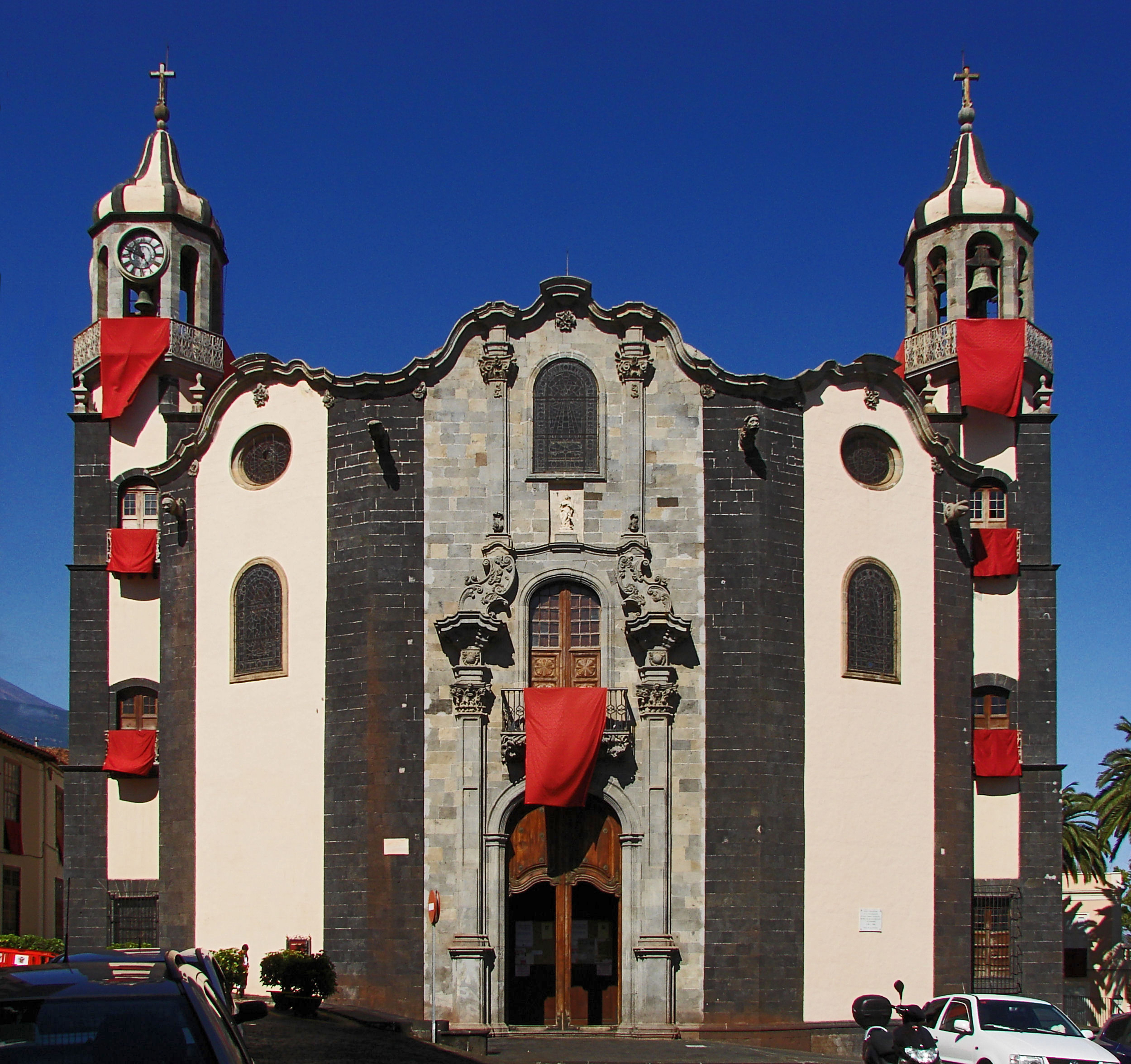
Церква Нуестра-Сеньйора-де-ла-Консепсьйон